# Sheiken
Sheiken (originaltitel: The Sheik') er en amerikansk stum romantisk dramafilm fra 1921 produceret af Famous Players–Lasky, instrueret af George Melford og med Rudolph Valentino og Agnes Ayres i hovedrollerne. Filmens manuskript er skrevet af Monte M. Katterjohn baseret på bestseller romanen The Sheik fra 1919 skrevet af Edith Maude Hull. Filmen blev en stor kommerciel succes og var med til at gøre Valentino til en stor Hollywood-stjerne.
Filmen blev efterfulgt af Sheikens Søn (The Son of the Sheik, 1926), hvor Valentino spillede både Sheik og søn med Ayres i samme rolle som i Sheiken. En tredje film Sheikens Datter (She's a Sheik, 1927) blev indspillet med Bebe Daniels i hovedrollen.
Filmen havde dansk bilgrafpremiere den 6. november 1922 i World Cinema i Cirkusbygningen i København og fik repremiere i adskillige biografer i årene efter.

## Handling
I den nordafrikanske by Biskra afslår den egenrådige Lady Diana Mayo (spillet af Agnes Ayres) et ægteskabsforslag, fordi hun tror, det ville være enden på hendes uafhængighed. Mod sin brors ønsker planlægger hun en månedlang tur ud i ørkenen, kun eskorteret af indfødte.
Da Diana tager til det lokale kasino, får hun at vide, at det er en lukket aften, da en vigtig sheik holder et arrangement, hvor kun arabere må komme ind. Irriteret over at få at vide, at der er noget, som hun ikke kan, og med en pirret nysgerrighed, låner Diana et arabisk danserkostume og sniger sig ind. Indenfor finder hun mænd, der gambler om nye koner. Når hun bliver udvalgt til at være den næste præmie, gør hun modstand. Sheik Ahmed Ben Hassan (spillet af Rudolph Valentino) griber ind og indser derefter, at hun er hvid. Han morer sig og sender han hende væk. Bagefter informerer Mustapha Ali (spillet af Charles Brinley) sheiken, at hun er kvinden, han er blevet ansat til at vejlede dagen efter. Sheiken udtænker herefter en plan. Tidligt næste morgen sniger han sig ind på hendes værelse og piller ved patronerne i hendes revolver, mens hun sover.
Da hendes bror overlader hende til sin ørkenudflugt, forsikrer hun ham om, at han vil se hende i London næste måned. Sheiken og hans mænd støder til Diana ridende alene. Hun forsøger at flygte, mens hun skyder mod sheiken, men han fanger hende let. Tilbage ved sin lejr kommanderer han rundt med hende. Hun er ikke vant til en sådan behandling, men sheiken fortæller hende, at hun vil lære og kræver, at hun klæder sig som en kvinde (hun har bukser på) til middag.
Diana forsøger igen at flygte, denne gang ind i en rasende sandstorm. Sheiken redder hende fra den sikre død og fortæller hende, at hun vil lære at elske ham. Senere finder han Diana alene grædende i sit kvarter. Sheiken overvejer selv at gå ind, men sender i stedet en tjenestepige, Zilah (spillet af Ruth Miller). Zilah giver hende et kram. Diana accepterer, og græder ud i Zilahs arme.
En uge senere glæder sheiken sig over nyheden om, at hans nære ven fra hans dage i Paris, hvor han blev uddannet, kommer på besøg. Diana er forfærdet ved tanken om at blive set i arabiske klæder af en vesterlænding, men sheiken forstår ikke hendes skam. Han giver dog hendes tøj tilbage før hans ven kommer, så hun kan have vestligt tøj på til middagen. Da hun bliver præsenteret for forfatteren og lægen Raoul St. Hubert (spillet af Adolphe Menjou), bryder Diana næsten sammen. Han bliver ven med hende og irettesætter sheiken for hans afsindige behandling af hende. Sheiken returnerer alt hendes vestlige tøj, selvom han nægter at løslade hende.
Da Raoul bliver kaldt væk for at tilse en såret mand, er Diana bekymret for, at det kan være sheiken. Sheiken ser dette fra sit gemme sig og glæder sig over, at hun løsner op over for ham omsider. Han giver Diana sin revolver tilbage og fortæller hende, at han stoler på hende.
Diana får lov til at gå ud i ørkenen under opsyn sheikens franske kammertjener Gaston (Lucien Littlefield). Hun flygter imidlertid. På vej over sandet får hun øje på en karavane, uvidende om, at den tilhører banditten Omair (spillet af Walter Long). Sheiken og hans mænd når imidlertid frem til Diana først.
Sheiken fortæller Raoul, at han er forelsket i Diana, men Raoul overbeviser ham om at lade hende gå. I mellemtiden får Diana lov til at komme ud i ørkenen igen. Hun skriver i sandet "Jeg elsker dig Ahmed", men så fanger Omairs band hende, dræber hendes vagter og efterlader den sårede Gaston til sin død.
Da sheiken går på udkig efter Diana, ser han hendes besked og får af Gaston, hvem der har bortført hende. Han samler sine mænd for at angribe Omairs borg. Omair forsøger at tvinge sig ind på Diana, men bliver næsten stukket af en af sine kvinder. Så bryder sheiken og hans mænd ind. Efter en lang kamp dræber sheiken Omair, men bliver selv alvorligt såret.
Raoul passer ham og fortæller Diana, at han har en chance. Hun sidder og holder sheikens hånd. Da hun bemærker, at hans hånd er stor for en araber, afslører Raoul, at sheiken ikke er araber. Hans far var britisk og hans mor spansk. De døde i ørkenen, og deres barn blev reddet og opdraget af den gamle sheik; da den gamle mand døde, vendte Ahmed tilbage for at regere stammen. Da Ahmed vågner, erklærer Diana ham sin kærlighed.

## Medvirkende
- Rudolph Valentino som Sheikh Ahmed Ben Hassan
- Agnes Ayres som Diana Mayo
- Ruth Miller som Zilah
- George Waggner som Yousaef
- Frank Butler som Aubrey Mayo, Dianas bror
- Charles Brinley som Mustapha Ali
- Lucien Littlefield som Gaston
- Adolphe Menjou som Raoul de Saint Hubert
- Walter Long som Omair
- Loretta Young som arabisk barn (ukrediteret)
- Polly Ann Young (uncredited)

## Produktion
Filmen er baseret på Edith Maude Hulls roman The Sheik. Romanen blev en bestseller bl.a. på grund af de dengang kontroversielle emner som racemæssige blandede ægteskaber og voldtægt. Som følge af de kontroversielle emner er dele af romanens handling udeladt af filmens handling, herunder romanens handling, hvor Sheik Ahmed voldtager Lady Diana. George Melford udtalte: "Vi har håndteret de meget ligefremme scener i The Sheik så delikat, at jeg tror, at de eneste seere, der vil blive skuffede, er filmcensorerne."
Der er en vis uenighed om, hvor filmen er optaget. Emily W. Leider, forfatter til Dark Lover: The Life and Death of Rudolph Valentino, hævder, at udendørsscenerne i ørkenen blev filmet i Californien i Oxnard og i klitterne i Guadalupe i Santa Barbara County. En avisartikel fra 1983, der er omtalt i Suffolk County News hævder imidlertid, at udendørsscenerne blev optaget på "The Walking Dunes" i Montauk i New York og i Kaufman Astoria Studios. Forfatteren Richard Koszarski hævder dog, at dette er forkert og at det er en vandrehistorie. En anden kilde siger, at optagelserne blev foretaget i ørkenen nær Palm Springs i Californien.:168–71 

## Modtagelse
The Sheik havde premiere i Los Angeles den 30. oktober 1921 og i New York City den 6. november ugen efter. Filmen fik premiere i hele USA den 20. november 1921. Anmeldelserne var blandede, og nogle kritikere anså det som en fejl, at filmen ikke havde medtaget scenen, hvor Sheikh Ahmed voldtager Lady Diana, idet dette var en væsentlig del af romanens plot. Nogle kritikere vurderede, at den "udvandede" udgave af filmens forlæg ikke ville blive godt modtaget af publikum, men filmen blev en kæmpesucces og satte publikumsrekorder ved sine fremvisninger. I filmens første uge blev sat publikumrekord i to af New York Citys store biografteatre, Rialto og Rivoli. The New York Telegraph anslog at filmen var blevet set af 125.000 publikummer inden for de første få uger. Kvinderne besvimede i biograferne over begejstring for Valentino.
Som følge af filmens succes i New York erklærede Jesse Lasky den sidste uge i november for "The Sheik Week" og satte filmen op i 250 biografteatre i USA den 20. november 1921. Filmen blev vist i seks uger i Sydney i Australia, og i 42 uger i en fransk biograf. Det var den første Valentino-film, der blev vist i hans hjemland Italien. I Danmark fik filmen premiere i World Cinema i Cirkusbygningen i København, og blev vist i adskillige af byens biografteatre frem til 1925, og fik repremiere i 1938.
Filmens budget var under 200.000 $, men havde allerede det første år indspillet for over 1 million dollar, og filmen cementerede Valentinos image som et af de første mandlige sexsymboler og gjorde ham til en international stjerne. Han var et trækplaster for det kvindelige publikum, hvorimod flere mandlige biografgængere gjorde grin med ham og hans image og stillede spørgsmålstegn ved hans maskulinitet. Valentino forsøgte sig senere med roller, der var anderledes en rollen som "Sheiken", men med begrænset succes. Valentinos sidste film var efterfølgeren Sheikens Søn (The Son of the Sheik, der havde premiere efter hans død i august 1926.